# Swingin'
Swingin' è un album discografico del cantante e attore italiano Johnny Dorelli, pubblicato nel 2004 dalla Carosello Records.

## Descrizione
Nel 2004, dopo una lunga pausa dalla musica incisa in studio (l'ultimo suo album, Mi son svegliato e c'eri tu, risaliva al 1989), Dorelli incide un album completamente dedicato allo swing, uno dei generi prediletti dall'interprete.
L'album contiene brani in inglese, molti dei quali pescati dal repertorio di Frank Sinatra come All the Way, Fly Me to the Moon e The Lady Is a Tramp, più due classici della musica italiana come Una lunga storia d'amore di Gino Paoli e L'immensità, versione riarrangiata del brano portato al successo da Dorelli in coppia con Don Backy al Festival di Sanremo 1967. L'ultima traccia del disco è invece un medley strumentale composto dai brani Parole parole, Eine Kleine Nacht Musik e Piccolissima Serenata. L'album è stato anticipato dal singolo promozionale South of the border, stampato in CD single a tiratura limitata.
Il disco, che vedeva l'artista accompagnato da un'orchestra di cinquantuno elementi diretta da Gianni Ferrio, che ha collaborato alla realizzazione dell'album anche in veste di arrangiatore, ottenne grande successo, superando le centomila copie vendute e conseguendo il disco di platino e fu promosso anche da un tour, lo Swingin' Live, pubblicato successivamente in DVD. Nel 2007 fu pubblicato un ideale seguito del disco, Swingin' - parte seconda.

## Edizioni
L'album fu pubblicato in Italia in CD, in digitale e per lo streaming dalla Carosello Records e distribuito dalla Warner Music Italia Srl, con numero di catalogo  CARSM120-2. Nel 2005 è stato distribuito in allegato al settimanale TV Sorrisi e Canzoni.

## Tracce
1. A Foggy Day
2. All The Way
3. You Are The Sunshine Of My Life
4. Mack The Knife
5. My Funny Valentine
6. South Of The Border
7. Fly Me To The Moon
8. Begin The Beguine
9. The Lady Is A Tramp
10. Maria
11. Night & Day
12. Una Lunga Storia D'Amore
13. New York New York
14. L'Immensità
15. Meadley instrumental (Parole Parole/Eine Kleine Nacht Musik/Piccolissima Serenata)